# عميدة النساء
عميدة النساء في الجامعات والكليات الأمريكية هي العميدة المسؤولة عن الشؤون الطلابية الخاصة بالطالبات الإناث، قديمًا كان هذا المنصب معروفًا بعدة مسمياتٍ أخرى من ضمنها الموجهة، حضرة الناظرة، ومستشارة المرأة.
كانت عميدات النساء منتشراتٍ في مؤسسات التعليم العالي الأمريكية منذ تسعينات القرن التاسع عشر وحتى ستينات القرن العشرين، وكُنَّ أحيانًا يقترنَّ ب «عمداء الذكور»، وعادةَ ما يكُنَّ مسئولات بشكل مباشر أمام رئيس المؤسسة. ومع ذلك في أواخر القرن العشرين دُمجت معظم مناصب عميدة النساء مع منصب عميد الطلاب ليصبحوا منصبا واحدا.

## تاريخيًا
ترجع أصول منصب عميدة النساء إلى الشعور بالقلق لدى الأجيال الأولى من إداريين الجامعات المختلطة الذين تلقوا تعليمهم في مدارس الذكور مع واقع التعليم المختلط. وكان منصب المراقبة العامة هو البداية الأولى وهي امرأة مسؤولة عن متابعة مهجع الإناث خلال الأعوام الأولى من التعليم المختلط في سبعينات القرن التاسع عشر والثمانينات من نفس القرن. ونظرًا لارتفاع عدد النساء في التعليم العالي بشكل هائل في أواخر القرن التاسع عشر، أصبح هناك نداءً باستجابةٍ إداريةٍ أكثر شمولًا. فعملت عميدات النساء على المحافظة على الفصل الآمن بين الطلبة الذكور والطالبات الإناث، وضمان الحفاظ على العروض الأكاديمية المقدمة للنساء والعمل الأكاديمي الذي تقوم به النساء على درجةٍ عاليةٍ بما فيه الكفاية. ولم تكن التزامات عميدة المرأة محددة خلال الأعوام الأولى، لكن في مطلع القرن العشرين سرعان ما اتخذت نقوشًا مهنيةً واضحةً.
عُقِد المؤتمر الاحترافي الأول لعميدات ومستشارات النساء في العام 1903، في العام 1915 تم نشر الكتاب الأول الخاص بالمنصب، الذي يحمل عنوان «عميدة المرأة» للويس روزنبيري. وفي العام 1916 تم تأسيس الرابطة الوطنية لعميدات النساء في كلية المعلمين وفي العام 1925 كان هناك ما لا يقل عن 302 من عميدات النساء في الكليات والجامعات الأمريكية.
وأسست لوسي ديجز سلو منظمة مستقلة لعميدات النساء الأمريكيات ذوات الأصل الأفريقي تحت اسم رابطة عميدات النساء ومستشارات الفتيات في مدارس الزنوج في العام 1935 بدافع من عادة إقامة مؤتمرات في فنادق مقيدة عرقيًا.
وقد لوحِظَ لأول مرة الاتجاه نحو تقليل عمداء النساء والقضاء عليهن من قبل سارة بلاندينج عام 1946، التي لاحظت خضوع عميدات النساء للإداريين الذكور المسؤولين عن شؤون الطلاب العامة. وبحلول العام 1962 أصبح هناك 30% فقط من عميدات النساء اللاتي كن مسؤولات بشكلٍ مباشر أمام رؤساء المؤسسات حيث يعملنَّ، وبحلول السبعينات أصبح المنصب نفسه نادرًا.
ولكون غالبية عميدات النساء من النساء، كان بالتالي لإلغاء عمادة النساء في أواخر القرن العشرين الأثر في خفض عدد النساء في المناصب الإدارية في التعليم العالي، نظرًا لكون معظم عمداء الطلبة الذين حلّوا محلهن من الذكور؛ ففي أواخر الثمانينات من القرن العشرين كان أقل من 20% من عمداء الطلبة من الإناث.